# Paiza
Paiza je kovinska ploščica z napisom, ki je v Mongolskem cesarstvu od Džingiskana dalje služila kot potni list ali pooblastilo državnega urada in je omogočala varno komuniciranje in potovanje po vsem Mongolskem cesarstvu. Paizo so na Kitajskem uporabljali že pred prihodom Mongolov. Večina paiz je bila približno okrogle ali pravokotne oblike. Nosila se je pritrjena na oblačilo ali obešena okrog vratu, da je bila vidna že od daleč. 
Kovinske ploščice niso samo pomembni pisni zgodovinski dokumenti, ampak so zanimivi tudi za preučevanje srednjeveške azijske metalurgije 13. in 14. stoletja. Azijski srednji vek je bil čas obsežnih selitev narodov in hitrih sprememb idej in tehnologij. 
Mongoli so izdajali dve vrsti paiz: paize za uradnike, ki so pomenile pooblastila njegovega položaja, in potne liste za državne odposlance in pomembne goste. Enega od takšnih potnih listov je imel Marko Polo, ko se je vračal v Benetke. 
Paiza na sliki je  visoka okrog 18 cm. Izdelana je iz železa srebrnim napisom v mongolski kvadratni pisavi phagspa, ki jo je v mongolski jezik uvedel tibetanski menih in Kublajkanov svetovalec Phagspa (1235-1280). Na ploščici piše:
Z močjo Neskončnega neba,
ukaz cesarja (kana).
Kdor nima spoštovanja, bo kriv.
Na krpastem nosilcu je srebrna živalska maska, verjetno maska leva kirttimukha, ki je vzeta iz tibetanske tradicije in je indijskega porekla. Krpasta oblika nosilca kaže na islamski vpliv. Srebrne intarzije na železu so bile na Kitajskem v predmongolskem obdobju izjemno drage. 
Prikazana ploščica je ena od nekaj več kot deset znanih paiz. Ploščica enake oblike je na Kitajskem (Lanzhou), druga pa v Rusiji.